# Ван Ло Маньдэ, Марта
Марта Ван Ло Маньдэ (кит. 婦王羅 曼德; около 1812, Гуйчжоу — 29 июля 1861, империя Цин) — святая Римско-католической церкви, мученица.

## Биография
Ван Ло Маньдэ родилась в 1812 году в городе Цзуньи, провинция Гуйчжоу. После замужества она жила с мужем в Циньгуйянь, работая на овощной ферме. Поскольку Ван Ло Маньдэ не имела детей, она усыновила своих племянников, которые после смерти главы семейства стали жить расточительно. Растратив сбережения семьи, племянники покинули дом, и Ван Ло Маньдэ стала жить одна, зарабатывая себе на хлеб на небольшом участке земли. В 1852 году в селение, где жила Ван Ло Маньдэ, прибыл католический миссионер, и она стала ходить на катехизацию. Ван Ло Маньдэ была крещена в канун Рождества, после чего она переехала в Гуйян, где стала работать в католической школе для девочек. В 1857 году в Яоцзягуань была основана высшая духовная семинария. Католический епископ предложил Марте Ван Ло Маньдэ работать в этой семинарии, помогая по хозяйству и на кухне.
В 1857—61 годах в Китае происходили преследования христиан. Весной 1861 года были арестованы семинаристы Иосиф Чжан Вэньлань, Павел Чэнь Чанпин и мирянин Иоанн Батист Ло Тининь. Они были заперты в старом заброшенном храме. Марта Ван Ло Маньдэ кормила их тайным образом. 29 июля 1861 года семинаристы были осуждены на казнь. Когда их вели на место казни, Марта Ван Ло Маньдэ пошла за ними, чтобы их поддержать, и также была арестована. Марта Ван Ло Маньдэ была казнена в тот же день вместе с семинаристами.

## Прославление
Марта Ван Ло Маньдэ была беатифицирована 2 мая 1909 года римским папой Пием X и канонизирована 1 октября 2000 года римским папой Иоанном Павлом II вместе с группой 120 китайских мучеников.
День памяти в Католической церкви — 9 июля.

## Источник
- George G. Christian OP, Augustine Zhao Rong and Companions, Martyrs of China, 2005, стр. 78 (англ.)